# تاک فوجیموتو
تاک فوجیموتو (انگلیسی: Tak Fujimoto؛ زادهٔ ۱۲ ژوئیهٔ ۱۹۳۹) یک آموزشگاه فیلم لندن فارغ‌التحصیل شد و با فیلم‌سازانی مانند جاناتان دمی ام. نایت شامالان جان هیوز هاوارد دویچ ترنس مالیک همکاری کرد. در سال ۲۰۱۲ در سریال تلویزیونی مرد استثنایی همکاری کرد.

## بخشی از فیلمشناسی
- شیطان (فیلم ۲۰۱۰) (۲۰۱۰)
- اتفاق (فیلم ۲۰۰۸) (۲۰۰۸)
- جان آدامز (مجموعه تلویزیونی) مینی سریال (۲۰۰۸)
- کاندیدای منچوری (فیلم ۲۰۰۴) (۲۰۰۴)
- برش نهایی (فیلم ۲۰۰۴) (۲۰۰۴)
- حقیقت دربارهٔ چارلی (۲۰۰۲)
- نشانه‌ها (فیلم) (۲۰۰۲)
- حس ششم (فیلم) (۱۹۹۹)
- محبوب (فیلم) (۱۹۹۸)
- آن کاری که می‌کنی! (۱۹۹۶)
- شیطان در لباس آبی (فیلم) (۱۹۹۵)
- فیلادلفیا (فیلم) (۱۹۹۳)
- مجردها (فیلم ۱۹۹۲) (۱۹۹۲)
- سکوت بره‌ها (فیلم) (۱۹۹۱)
- مرخصی فریس بولر (۱۹۸۶)
- زمین‌های لم‌یزرع (۱۹۷۳)